# Zapaljenje suzne žlezde
Zapaljenje suzne žlezde ili dakrioadenitis (lat. dacryoadenitis) je akutno ili hronično, jednostrano ili obostano zapaljenje suzne žlezde .

## Epidemiologija
Frekvencija
Kako je to retka bolest; podaci o njenoj prevalenciji su retki. Jedan od 10.000 pacijenata sa očnim bolestima (prema jednom istraživanju) ima neki od oblika zapaljenje suzne žlezde, koje je ipak mnogo češće od tumora suzne žlezde, koji uvek treba imati u vidu dkiferencijalno dijagnostički ako bolest duže traje.
Mortalitet / Morbiditet
Nijedan podatak nije dostupan. Akutni dakrioadenitis ima tendenciju da bude samoregulirajuće stanje. Pacijentima sa hroničnim dakrioadenitisom je potrebno upravljanje njihovim sistemskim stanjem.
Rasne razike
Nije primećena rasna razlika.
Polne razlike
Nisu zabeleženpolne razlike među obolelima od zapaljenje suzne žlezde.
Starost
Nije zabeležena nikakva starosna predispozicija.

## Etiologija
Akutni dakrioadenitis najčešće je uzrokovan virusnim ili bakterijskim infekcijama (infekcije Epstein-Barrovim virusom, stafilokokama gonokokokama itd), i gljivičnim infekcijama.
Hronični dakrioadenitis obično je posledica neinfektivnih zapaljenjskih poremećaja, kao što su sarkoidoza, distireoidna oftalmopatija i pseudotumor orbite.
Kod pojedinih bolesti kao što je Sjogrenov sindrom bolest može biti i genetski predisponirana.

## Kliničkla slika
Klinički znaci i siimptomi bolesti su:
- Otok kože u predelu gornjeg kapka, s mogućim crvenilom i osjetljivošću.
- Bol u području otoka.
- Preterano suzenje (epifora) ili sekrecija.
- Otok limfnih čvorova ispred uva.

## Dijagnoza
Dakrioadenitis se može dijagnostikovati kliničkim pregledom oka i očnih kapaka. Posebni testovi koji se primenjuju u dijagnostici su:
- kompjuterizirana tomografija (CT),[9]
- biopsija đlezde (kako bi se isključila dijagnoza tumora suzne žlezde).[10][11]

## Terapija
Lečenje dakrioadenitisa zavisi od početka i etiologije polesti.
Terapija akutnog dakrioadenitisa
Lečenje akutnog obila bolesti zavis od etiologiji, pa se tako:
- Virusni oblik (koji je najčešći) - leči simptomatskom terapijom (npr toplim oblozima, oralnim nesteroidnim antiinflamatorni lekovi)
- Bakterijski oblik — -leči se cefalosporinima prve generacije (npr Keflex 500 mg) dok se ne dobiju rezultati kulture brisa.
- Protozojski ili gljivični oblik — leči se u skladu sa infekcijom, specifičnim antiamebičnim ili antifungalnim agensima.[12]
- Inflamatorni (neininfektivni) oblik — leči se specifičnom terapijom prema etiologiji koja je uzrok bolesti.

Terapija hroničnog dakrioadenitisa
U većini slučajeva, hronično oblik zapaljenje suzne žlezde leči se tretiranjem osnovnog sistemskog oboljenja. Ako se bolest na sanira nakon dve nedelje od početka lečenja, odluku o daljem toku lečenja nastaviti tek nakon biopsije suzne žlezde.

## Prognoza
Kod većine bolesnika oporavak je potpun. Za stanja sa ozbiljnijim uzrocima, poput sarkoidoze, prognoza bolesti zavisi od prognoze osnovne bolesti.

## Komplikacije
Dovoljno jak edem može vršiti jak pritisak na oko i poremetiti vid. 
Neki pacijenti, za koje se prvo mislilo da primarno imaju dakrioadenitis, mogu bolovati od malignog tumora suzne žlijezde.

## Prevencija
Virusne infekcije (poput parotitisa) se mogu sprečiti vakcinacijom. Infekcije gonokokom mogu se sprečiti upotrebom kondoma. Ostali uzroci ne mogu se prevaovremeno spečiti. 

## Spoljašnje veze
- Gagan J Singh, Dacryoadenitis — emedicine.medscape.com (језик: енглески)

|  | Molimo Vas, obratite pažnju na važno upozorenje u vezi sa temama iz oblasti medicine (zdravlja). |